# Zaborsko Selo
Zaborsko Selo – wieś w Chorwacji, w żupanii karlowackiej, w gminie Netretić. W 2011 roku liczyła 16 mieszkańców.